# Lapa do Sol
A Lapa do Sol é uma caverna localizada no município de Iraquara, na Chapada Diamantina, região central do estado brasileiro da Bahia, que integra o sistema formado pela Lapa Doce (denominado por alguns autores "Sistema Santa Rita, devido a localização de uma de suas entradas junto ao distrito homônimo"). Está no interior da Área de Proteção Ambiental Marimbus-Iraquara.
Seu acesso se dá pela margem esquerda do córrego Água de Rega, a 200 metros do chamado "Lapão" e, como registrou Fernando Laureano, "tem desenvolvimento restrito, obstruído por espeleotemas e possui variadas pinturas rupestres nas paredes e tetos da entrada.
Em estudo realizado no ano de 2006 o arqueólogo Carlos Etchevarne identificou que algumas das pinturas ali existentes foram fruto de intervenções recentes, imitando os registros originais efetuados em óxido de ferro, "mas alguns motivos, como o "Sol" e o "Cometa" da Lapa do Sol, chegam a usar três e até quatro cores".